# Evarcha falcata
Espèce
Synonymes
- Araneus falcatus Clerck, 1757
- Aranea rupestris Linnaeus, 1758
- Aranea blancardi Scopoli, 1763
- Aranea flammata Olivier, 1789
- Aranea coronata Walckenaer, 1802
- Attus capreolus Walckenaer, 1826
- Salticus abietis Hahn, 1832
- Attus falcatus luteus Simon, 1868
- Attus falcatus punctatus Simon, 1868
- Attus taczanowskii Simon, 1868
- Attus napoleon Karsch, 1873
- Attus arcuatus Thorell, 1873
- Ergane falcata nigrofusca Strand, 1900

Evarcha falcata est une espèce d'araignées aranéomorphes de la famille des Salticidae.

## Distribution

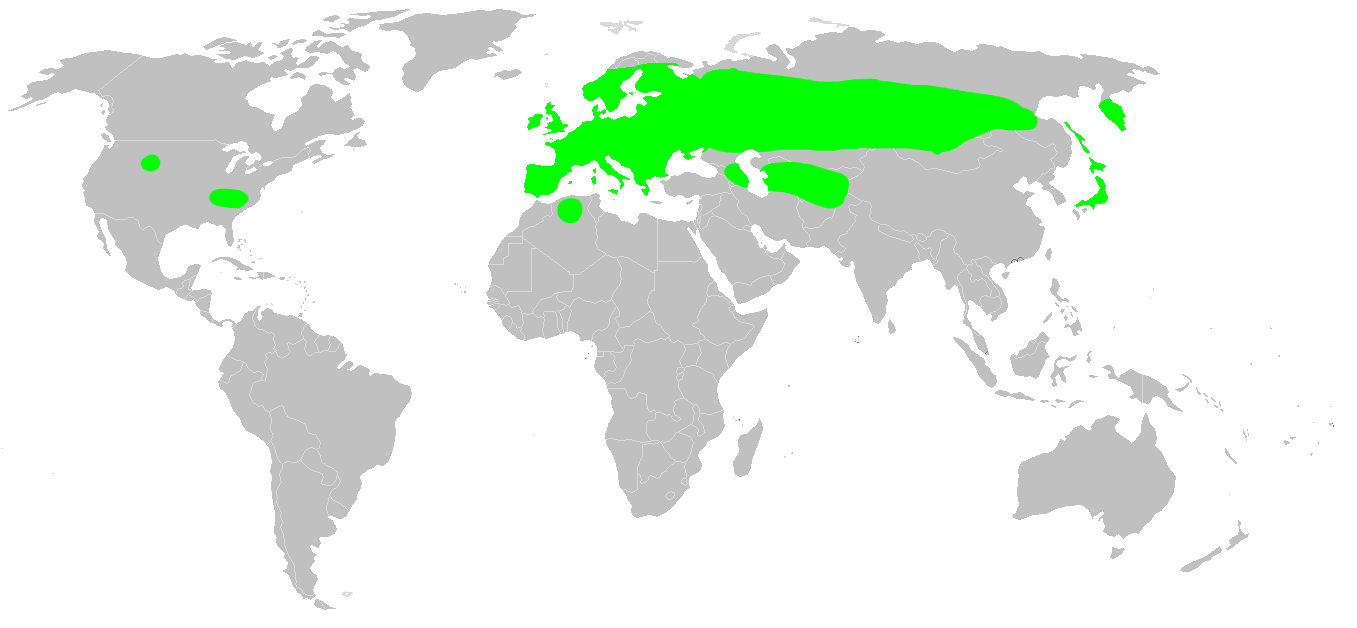
Distribution

Cette espèce se rencontre en zone paléarctique.

## Description
Les mâles mesurent de 4,35 à 5,9 mm et les femelles de 5,0 à 7,7 mm.
C'est une araignée sauteuse diurne.

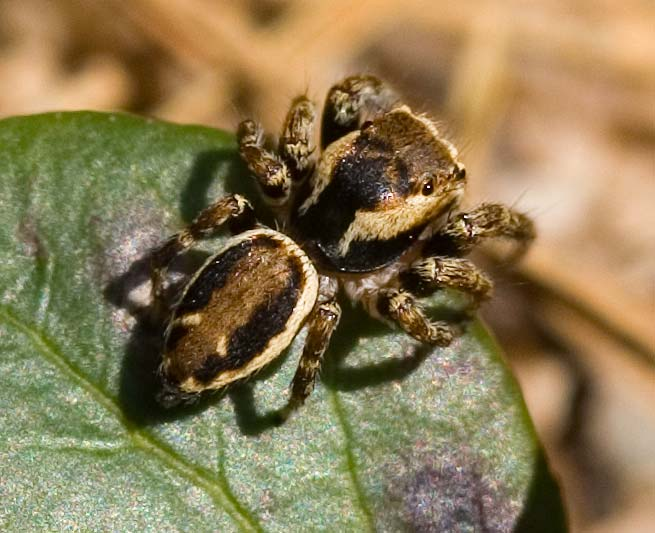
Evarcha falcata ♂

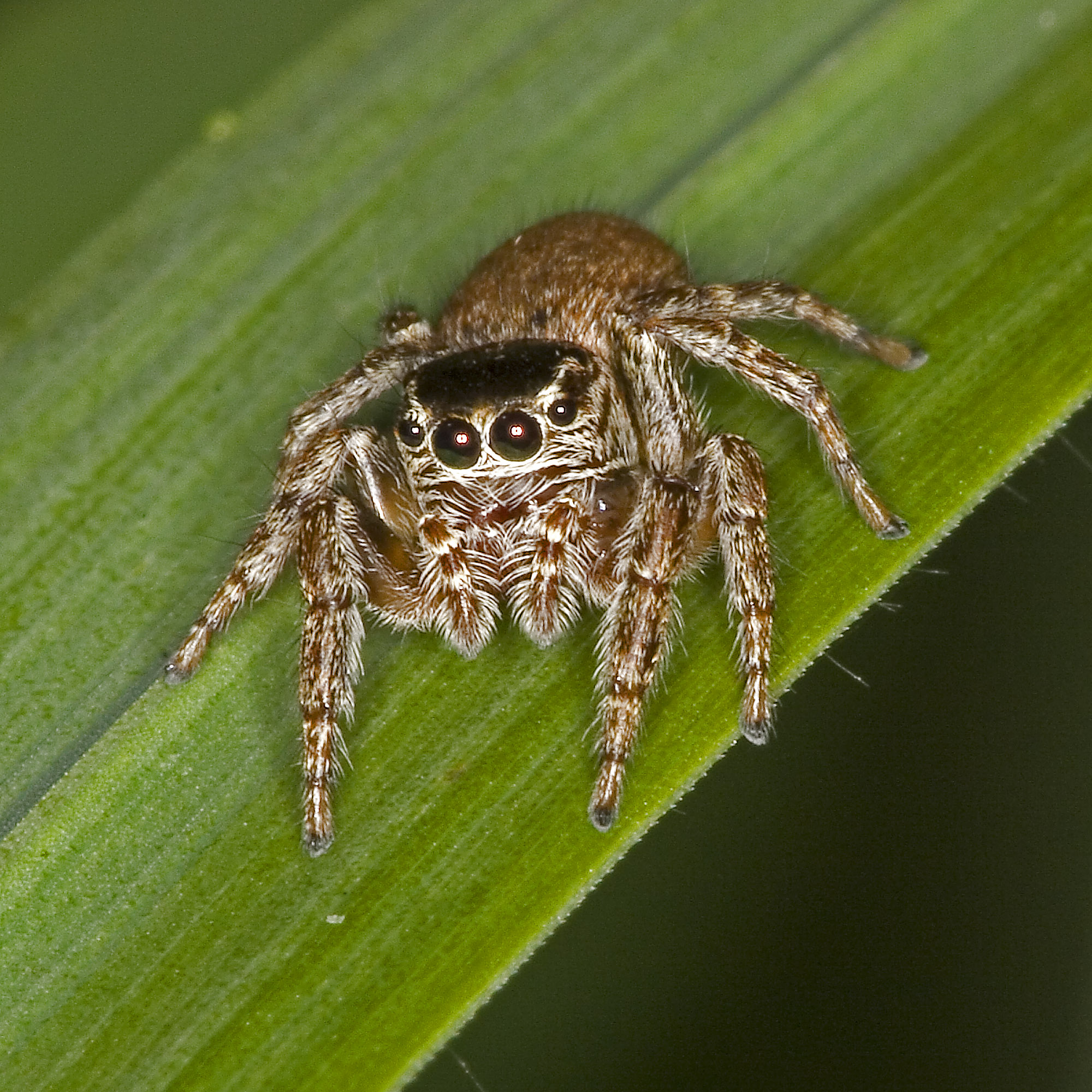
Evarcha falcata ♀

Les deux yeux centraux de la face sont grands et donnent à cette araignée très vive une bonne capacité visuelle et de chasse.
Elle est proche de Evarcha hoyi et de Evarcha proszinskii, avec des distributions différentes

## Liste des sous-espèces
- Evarcha falcata falcata (Clerck, 1757)
- Evarcha falcata xinglongensis Yang & Tang, 1996 de Chine

## Publications originales
- Clerck, 1757 : Svenska spindlar, uti sina hufvud-slågter indelte samt under några och sextio särskildte arter beskrefne och med illuminerade figurer uplyste. Stockholmiae, p. 1-154.
- Yang & Tang, 1996 : Three new species of family Salticidae from Gansu, China (Araneae). Journal of Lanzhou University Natural Sciences, vol. 32, p. 104-106.